# Championnat d'Europe II masculin de hockey sur gazon 2019
 (août 2025).
Navigation
Édition précédente Édition suivante
Le Championnat II d'Europe masculin de hockey sur gazon 2019 est la 8e édition du Championnat II d'Europe masculin de hockey sur gazon (ex Trophée), le deuxième niveau des championnats européens de hockey sur gazon masculin organisés par la Fédération européenne de hockey.
Il se tiendra du 28 juillet au 3 août 2019 à Cambrai, en France. Ce tournoi sert aussi à se qualifier pour le Championnat d'Europe 2021 avec les finalistes, la France et la Russie qualifiées.
Les hôtes, la France a remporté son premier titre de champion d'Europe II par une victoire 4 - 0 contre la Russie. L'Autriche a remporté la médaille de bronze par une victoire 4 - 1 contre la Pologne.

## Équipes qualifiées
Les nations participantes se sont qualifiées sur la base de leur classement final de la compétition 2017.
| Événement                     | Dates                    | Lieu              | Quotas | Qualifiés                              |
| ----------------------------- | ------------------------ | ----------------- | ------ | -------------------------------------- |
| Pays hôte                     | N/A                      | N/A               | 1      | France (13)                            |
| Championnat d'Europe 2017     | 19 - 27 août 2017        | Amsterdam         | 2      | Autriche (19) Pologne (22)             |
| Championnat II d'Europe 2017  | 6 - 12 août 2017         | Glasgow           | 3      | Russie (23) Ukraine (27) Tchéquie (30) |
| Championnat III d'Europe 2017 | 30 juillet - 5 août 2017 | Sveti Ivan Zelina | 2      | Biélorussie (33) Italie (26)           |

## Premier tour
Toutes les heures correspondent à CEST (UTC+2).

### Poule A
| Rang | Équipe   | J | V | N | P | BP | BC | Diff | Pts | Qualification |
| ---- | -------- | - | - | - | - | -- | -- | ---- | --- | ------------- |
| 1    | Russie   | 3 | 2 | 1 | 0 | 10 | 6  | +4   | 7   | Demi-finales  |
| 2    | Autriche | 3 | 2 | 1 | 0 | 6  | 2  | +4   | 7   | Demi-finales  |
| 3    | Italie   | 3 | 1 | 0 | 2 | 6  | 8  | -2   | 3   |               |
| 4    | Ukraine  | 3 | 0 | 0 | 3 | 6  | 12 | -6   | 0   |               |

Source: FIH
En cas d'égalité de points de plusieurs équipes à l'issue des matchs de poule, les critères suivants sont appliqués dans l'ordre indiqué pour établir leur classement:
1. Points de chaque équipe,
2. Matchs gagnés,
3. Différence de buts,
4. Buts pour,
5. Plus grand nombre de points obtenus dans les matchs de poule disputés entre les équipes concernées,
6. Buts marqués en plein jeu.

| 28 juillet 2019 | Russie                                        | 3 - 1   | Italie    |                                              |                                              |
| 12h15           | Khairullin 37e · Kuraev 42e · Sobolevskiy 57e | (0 - 0) | 33e Nunez | Arbitrage : Lukasz Zwierzchowski Tomas Holek | Arbitrage : Lukasz Zwierzchowski Tomas Holek |
| 12h15           | Rapport                                       |         |           | Arbitrage : Lukasz Zwierzchowski Tomas Holek | Arbitrage : Lukasz Zwierzchowski Tomas Holek |

|       | Autriche                | 2 - 0   | Ukraine |                                             |                                             |
| 14h30 | A. Bele 3e · Körper 44e | (1 - 0) |         | Arbitrage : Xavier Fenaert Antonio Ilgrande | Arbitrage : Xavier Fenaert Antonio Ilgrande |
| 14h30 | Rapport                 |         |         | Arbitrage : Xavier Fenaert Antonio Ilgrande | Arbitrage : Xavier Fenaert Antonio Ilgrande |

| 29 juillet 2019 | Italie                                            | 5 - 3   | Ukraine                             |                                           |                                           |
| 16h45           | Dallons 8e · Nunez 14e, 16e · Blom 26e · Lago 49e | (4 - 1) | 14e Kovalenko · 54e, 58e Polishchuk | Arbitrage : Tomas Holek Siarhei Mishevich | Arbitrage : Tomas Holek Siarhei Mishevich |
| 16h45           | Rapport                                           |         |                                     | Arbitrage : Tomas Holek Siarhei Mishevich | Arbitrage : Tomas Holek Siarhei Mishevich |

|       | Autriche                       | 2 - 2   | Russie                       |                                                  |                                                  |
| 19h00 | A. Bele 22e · Unterkircher 40e | (1 - 1) | 26e Skiperskiy · 47e Golubev | Arbitrage : Sébastien Michielsen Diego Estebanez | Arbitrage : Sébastien Michielsen Diego Estebanez |
| 19h00 | Rapport                        |         |                              | Arbitrage : Sébastien Michielsen Diego Estebanez | Arbitrage : Sébastien Michielsen Diego Estebanez |

| 31 juillet 2019 | Autriche                   | 2 - 0   | Italie |                                          |                                          |
| 12h15           | Thörnblom 23e · Körper 46e | (1 - 0) |        | Arbitrage : Dave Dowdall Diego Estebanez | Arbitrage : Dave Dowdall Diego Estebanez |
| 12h15           | Rapport                    |         |        | Arbitrage : Dave Dowdall Diego Estebanez | Arbitrage : Dave Dowdall Diego Estebanez |

|       | Russie                                                              | 5 - 3   | Ukraine                                     |                                              |                                              |
| 14h30 | Lepeshkin 13e, 47e · Khairullin 14e · Sobolevskiy 52e · Arusiia 58e | (2 - 1) | 5e Paziuk · 48e Polishchuk · 58e Koshelenko | Arbitrage : Xavier Fenaert Siarhei Mishevich | Arbitrage : Xavier Fenaert Siarhei Mishevich |
| 14h30 | Rapport                                                             |         |                                             | Arbitrage : Xavier Fenaert Siarhei Mishevich | Arbitrage : Xavier Fenaert Siarhei Mishevich |

### Poule B
| Rang | Équipe      | J | V | N | P | BP | BC | Diff | Pts | Qualification |
| ---- | ----------- | - | - | - | - | -- | -- | ---- | --- | ------------- |
| 1    | France      | 3 | 3 | 0 | 0 | 12 | 2  | +10  | 9   | Demi-finales  |
| 2    | Pologne     | 3 | 1 | 1 | 1 | 5  | 2  | +3   | 4   | Demi-finales  |
| 3    | Tchéquie    | 3 | 0 | 2 | 1 | 1  | 8  | -7   | 2   |               |
| 4    | Biélorussie | 3 | 0 | 1 | 2 | 2  | 8  | -6   | 1   |               |

Source: FIH
En cas d'égalité de points de plusieurs équipes à l'issue des matchs de poule, les critères suivants sont appliqués dans l'ordre indiqué pour établir leur classement:
1. Points de chaque équipe,
2. Matchs gagnés,
3. Différence de buts,
4. Buts pour,
5. Plus grand nombre de points obtenus dans les matchs de poule disputés entre les équipes concernées,
6. Buts marqués en plein jeu.

| 28 juillet 2019 | Pologne                                          | 4 - 0   | Biélorussie |                                                 |                                                 |
| 16h45           | Kasprzyk 22e · Janiszewski 23e, 52e · Hulbój 59e | (2 - 0) |             | Arbitrage : Diego Estebanez Maksym Perepelytsya | Arbitrage : Diego Estebanez Maksym Perepelytsya |
| 16h45           | Rapport                                          |         |             | Arbitrage : Diego Estebanez Maksym Perepelytsya | Arbitrage : Diego Estebanez Maksym Perepelytsya |

|       | France                                                                           | 7 - 0   | Tchéquie |                                            |                                            |
| 19h00 | H. Genestet 3e · Charlet 8e · Lockwood 25e, 41e, 53e · Branicki 42e · Rogeau 59e | (3 - 0) |          | Arbitrage : Dave Dowdall Siarhei Mishevich | Arbitrage : Dave Dowdall Siarhei Mishevich |
| 19h00 | Rapport                                                                          |         |          | Arbitrage : Dave Dowdall Siarhei Mishevich | Arbitrage : Dave Dowdall Siarhei Mishevich |

| 30 juillet 2019 | Tchéquie   | 1 - 1   | Biélorussie    |                                               |                                               |
| 16h45           | Seeman 57e | (0 - 0) | 52e Mikheichyk | Arbitrage : Lukasz Zwierzchowski Anton Kochin | Arbitrage : Lukasz Zwierzchowski Anton Kochin |
| 16h45           | Rapport    |         |                | Arbitrage : Lukasz Zwierzchowski Anton Kochin | Arbitrage : Lukasz Zwierzchowski Anton Kochin |

|       | France                         | 2 - 1   | Pologne      |                                           |                                           |
| 19h00 | Martin-Brisac 37e · Masson 45e | (0 - 1) | 15e Kurowski | Arbitrage : Dave Dowdall Antonio Ilgrande | Arbitrage : Dave Dowdall Antonio Ilgrande |
| 19h00 | Rapport                        |         |              | Arbitrage : Dave Dowdall Antonio Ilgrande | Arbitrage : Dave Dowdall Antonio Ilgrande |

| 31 juillet 2019 | Pologne | 0 - 0   | Tchéquie |                                              |                                              |
| 16h45           |         | (0 - 0) |          | Arbitrage : Anton Kochin Maksym Perepelytsya | Arbitrage : Anton Kochin Maksym Perepelytsya |
| 16h45           | Rapport |         |          | Arbitrage : Anton Kochin Maksym Perepelytsya | Arbitrage : Anton Kochin Maksym Perepelytsya |

|       | France                           | 3 - 1   | Biélorussie   |                                                   |                                                   |
| 19h00 | Ponthieu 13e · Lockwood 22e, 38e | (2 - 0) | 48e Belavusau | Arbitrage : Sébastien Michielsen Antonio Ilgrande | Arbitrage : Sébastien Michielsen Antonio Ilgrande |
| 19h00 | Rapport                          |         |               | Arbitrage : Sébastien Michielsen Antonio Ilgrande | Arbitrage : Sébastien Michielsen Antonio Ilgrande |

## Deuxième tour

### De la treizième à la seizième place
La phase de classement est la poule des équipes qui se sont classées 3e et 4e au 1er tour. Les résultats entre deux équipes lors du 1er tour sont comptabilisés.
| Rang | Équipe      | J | V | N | P | BP | BC | Diff | Pts | Relégation           |
| ---- | ----------- | - | - | - | - | -- | -- | ---- | --- | -------------------- |
| 5    | Italie      | 3 | 2 | 1 | 0 | 9  | 6  | +3   | 7   |                      |
| 6    | Ukraine     | 3 | 2 | 0 | 1 | 10 | 6  | +4   | 6   |                      |
| 7    | Tchéquie    | 3 | 1 | 0 | 2 | 3  | 8  | -5   | 2   | Championnat III 2021 |
| 8    | Biélorussie | 3 | 0 | 1 | 2 | 3  | 5  | -2   | 1   | Championnat III 2021 |

Source: FIH
En cas d'égalité de points de plusieurs équipes à l'issue des matchs de poule, les critères suivants sont appliqués dans l'ordre indiqué pour établir leur classement:
1. Points de chaque équipe,
2. Matchs gagnés,
3. Différence de buts,
4. Buts pour,
5. Plus grand nombre de points obtenus dans les matchs de poule disputés entre les équipes concernées,
6. Buts marqués en plein jeu.

| 2 août 2019 | Ukraine       | 1 - 0   | Biélorussie |                                      |                                      |
| 10h15       | Onofriiuk 43e | (0 - 0) |             | Arbitrage : Anton Kochin Tomas Holek | Arbitrage : Anton Kochin Tomas Holek |
| 10h15       | Rapport       |         |             | Arbitrage : Anton Kochin Tomas Holek | Arbitrage : Anton Kochin Tomas Holek |

|       | Italie     | 1 - 1   | Tchéquie   |                                                |                                                |
| 12h30 | Dallons 3e | (1 - 1) | 27e Plochý | Arbitrage : Xavier Fenaert Maksym Perepelytsya | Arbitrage : Xavier Fenaert Maksym Perepelytsya |
| 12h30 | Rapport    |         |            | Arbitrage : Xavier Fenaert Maksym Perepelytsya | Arbitrage : Xavier Fenaert Maksym Perepelytsya |

| 3 août 2019 | Italie                                    | 3 - 2   | Biélorussie                 |                                                |                                                |
| 10h15       | Dallons 3e · Nunez 14e · Jul. Montone 41e | (2 - 1) | 14e Lutsevich · 41e Krysiuk | Arbitrage : Xavier Fenaert Maksym Perepelytsya | Arbitrage : Xavier Fenaert Maksym Perepelytsya |
| 10h15       | Rapport                                   |         |                             | Arbitrage : Xavier Fenaert Maksym Perepelytsya | Arbitrage : Xavier Fenaert Maksym Perepelytsya |

|       | Ukraine                                                       | 6 - 1   | Tchéquie   |                                                    |                                                    |
| 12h30 | Koshelenko 18e, 39e, 43e, 53e · Shevchuk 40e · Polishchuk 55e | (1 - 0) | 36e Bodnár | Arbitrage : Sébestien Michielsen Siarhei Mishevich | Arbitrage : Sébestien Michielsen Siarhei Mishevich |
| 12h30 | Rapport                                                       |         |            | Arbitrage : Sébestien Michielsen Siarhei Mishevich | Arbitrage : Sébestien Michielsen Siarhei Mishevich |

## Phase finale
|  | De la neuvième à la douzième place | De la neuvième à la douzième place |                        |   | Finale | Finale |
|  | De la neuvième à la douzième place | De la neuvième à la douzième place |                        |   | Finale | Finale |
|  |                                    |                                    |                        |   |        |        |
|  |                                    |                                    |                        |   |        |        |
|  |                                    |                                    |                        |   |        |        |
|  | France                             | 1 (4)                              |                        |   |        |        |
|  | France                             | 1 (4)                              |                        |   |        |        |
|  | Autriche                           | 1 (3)                              |                        |   |        |        |
|  | Autriche                           | 1 (3)                              | France                 | 4 |        |        |
|  |                                    |                                    | France                 | 4 |        |        |
|  |                                    | Russie                             | 0                      |   |        |        |
|  | Pologne                            | Russie                             | 0                      | 0 |        |        |
|  | Pologne                            |                                    |                        | 0 |        |        |
|  | Russie                             | 2                                  |                        |   |        |        |
|  | Russie                             | 2                                  | Match pour la 3e place |   |        |        |
|  |                                    |                                    |                        |   |        |        |
|  |                                    |                                    |                        |   |        |        |
|  |                                    |                                    |                        |   |        |        |
|  | Autriche                           | 4                                  |                        |   |        |        |
|  | Autriche                           | 4                                  |                        |   |        |        |
|  | Pologne                            | 1                                  |                        |   |        |        |
|  | Pologne                            | 1                                  |                        |   |        |        |

### De la neuvième à la douzième place
| 6 août 2021 | Pologne | 0 - 2   | Russie                            |                                                  |                                                  |
| 14h45       |         | (0 - 1) | 15e Khairullin · 32e Proskuriakov | Arbitrage : Sébastien Michielsen Diego Estebanez | Arbitrage : Sébastien Michielsen Diego Estebanez |
| 14h45       | Rapport |         |                                   | Arbitrage : Sébastien Michielsen Diego Estebanez | Arbitrage : Sébastien Michielsen Diego Estebanez |

|       | France                                                                               | 1 - 1             | Autriche                                                                                 |                                               |                                               |
| 17h00 | Rogeau 55e                                                                           | (0 - 0)           | 43e Körper                                                                               | Arbitrage : Dave Dowdall Lukasz Zwierzchowski | Arbitrage : Dave Dowdall Lukasz Zwierzchowski |
| 17h00 | Rapport                                                                              |                   |                                                                                          | Arbitrage : Dave Dowdall Lukasz Zwierzchowski | Arbitrage : Dave Dowdall Lukasz Zwierzchowski |
| 17h00 | Lockwood · Tynevez · Van Straaten · Dumont · H. Genestet · ---- · Lockwood · Tynevez | Tirs au but 4 - 3 | B. Stanzl · Unterkircher · Fröhlich · Uher · Thörnblom · ---- · Unterkircher · B. Stanzl | Arbitrage : Dave Dowdall Lukasz Zwierzchowski | Arbitrage : Dave Dowdall Lukasz Zwierzchowski |

### Onzième et douzième place
| 7 août 2021 | Autriche                                                | 4 - 1   | Pologne     |                                      |                                      |
| 14h45       | A. Bele 26e · Steyrer 28e · B. Stanzl 43e · Schmidt 45e | (2 - 0) | 49e Krokosz | Arbitrage : Anton Kochin Tomas Holek | Arbitrage : Anton Kochin Tomas Holek |
| 14h45       | Rapport                                                 |         |             | Arbitrage : Anton Kochin Tomas Holek | Arbitrage : Anton Kochin Tomas Holek |

### Neuvième et dixième place
| 7 août 2021 | France                                         | 4 - 0   | Russie |                                                   |                                                   |
| 17h00       | Lockwood 23e, 48e · Tynevez 23e · Ponthieu 47e | (2 - 0) |        | Arbitrage : Lukasz Zwierzchowski Antonio Ilgrande | Arbitrage : Lukasz Zwierzchowski Antonio Ilgrande |
| 17h00       | Rapport                                        |         |        | Arbitrage : Lukasz Zwierzchowski Antonio Ilgrande | Arbitrage : Lukasz Zwierzchowski Antonio Ilgrande |

## Statistiques

### Classement final
| Rang | Équipe      | J | V | N | P | BP | BC | Diff | Pts | Qualification ou relégation |
| ---- | ----------- | - | - | - | - | -- | -- | ---- | --- | --------------------------- |
| 9    | France      | 5 | 4 | 1 | 0 | 17 | 3  | +14  | 13  | Championnat 2021            |
| 10   | Russie      | 5 | 3 | 1 | 1 | 12 | 10 | +2   | 10  | Championnat 2021            |
| 11   | Autriche    | 5 | 3 | 2 | 0 | 11 | 4  | +7   | 11  |                             |
| 12   | Pologne     | 5 | 1 | 1 | 3 | 6  | 8  | -2   | 4   |                             |
| 13   | Italie      | 5 | 2 | 1 | 2 | 10 | 11 | -1   | 7   |                             |
| 14   | Ukraine     | 5 | 2 | 0 | 3 | 13 | 13 | 0    | 6   |                             |
| 15   | Tchéquie    | 5 | 0 | 3 | 2 | 3  | 15 | -12  | 3   | Championnat III 2021        |
| 16   | Biélorussie | 5 | 0 | 1 | 4 | 4  | 12 | -8   | 1   | Championnat III 2021        |

### Buteurs
76 buts ont été inscrits en 20 rencontres soit une moyenne de 3.8 buts par match.